# جيمس ألان ماكفيرسون
جيمس ألان ماكفيرسون (بالإنجليزية: James Alan McPherson)‏ هو كاتب وبروفيسور أمريكي، ولد في 16 سبتمبر 1943 في سافانا في الولايات المتحدة، وتوفي في 27 يوليو 2016 في آيوا سيتي في الولايات المتحدة بسبب ذات الرئة.

## وصلات خارجية
- جيمس ألان ماكفيرسون على موقع الموسوعة البريطانية (الإنجليزية)
- جيمس ألان ماكفيرسون على موقع ميوزك برينز (الإنجليزية)
- جيمس ألان ماكفيرسون على موقع إن إن دي بي (الإنجليزية)